# 博洛涅西區
博洛涅西區（西班牙語：Distrito de Bolognesi），是秘魯的一個區，位於該國北部安卡什大區的帕亞斯卡省，始建於1936年7月15日，面積86.88平方公里，海拔高度2,800米，2005年人口1,575，人口密度為每平方公里18人。